# قسم آذغان الريفي (مقاطعة أهر)
قسم آذغان الریفي (بالفارسية: دهستان آذغان) هي منطقة سكنية تقع في إيران في قسم. يقدر عدد سكانها بـ 7,100 نسمة .